# Le Bûcher (Dragomán)
Pour l’article homonyme, voir Le Bûcher.
Le Bûcher (Máglya regény, Feu de joie), publié en 2014, est un roman de l'écrivain hongrois (originaire de la minorité magyarophone de Roumanie) György Dragomán, traduit et publié en français en 2018 par les éditions Gallimard.

## Résumé
Emma, 13 ans, est une jeune fille, élève de quatrième, à l'internat depuis cinq mois, après la mort accidentelle de ses deux parents, lorsqu'une vieille dame vient la chercher, à la mi-février, se présentant comme sa grand-mère, la persuadant avec du marc de café dans une tasse... Après un étrange voyage en train, elle arrive dans la petite maison de la grand-mère, et intègre aussitôt sa nouvelle école, dans la douleur : grand-mère folle et/ou sorcière, grand-père mouchard et suicidé / pendu. Une année à s'apprivoiser à deux, ou non.
Le texte se compose des observations d'Emma, à hauteur d'enfant, à la première personne, au présent (mais aussi ses rêves ou cauchemars, et ses souvenirs d'avant, bons et mauvais). Parfois, la grand-mère s'exprime, dans des passages en italique (Tu...), de plus en plus longs, d'anamnèse ambiguë. Elle raconte à sa petite-fille ce qu'elle estime devoir lui raconter, (dont sa meilleure amie, Bertuka et sa famille réfugiée de Pologne (Miklos, Batyko), les arrestations de Juifs, la cachette de Bertuka dans la petite remise...).
La Grand-mère apprend à Emma à mentir, rire, chanter, danser, se raconter. Elle lui demande aussi de répéter ses gestes : dessiner dans la farine, poser des petits cailloux. Elles opèrent ensemble : repassage, ménage, cuisine, strudel aux cerises, confitures de prunes, de noix...
En dehors de l'école, et de l'entraînement en course d'orientation, Emma vit dans la maison, dans le jardin, avec interdiction d'approcher de la vieille cabane, et globalement d'interférer dans les activités de la grand-mère. Puis, elle apprend à s'orienter.
Parmi les scènes marquantes pour l'enfant, la punition en cours de gymnastique, l'ancien théâtre de marionnettes (p. 119), la visite avant l'ouverture du premier supermarché de la ville, l'offense au marchand de châtaignes, la première menstruation, la grande médaille en bois avec des petits grelots pour les nattes, la scène avec le chien Burkus, la poupée qui pleure dans le berceau avec deux grandes aiguilles à tricoter plantées dedans, les fourmis au geai, le photographe au vieux tilleul, l'offrande d'une étoile jaune en guise de petit-mars, le maillot de bain et le grand plongeon, le jet de lentes de poux, la fourmilière avec ébouillantage et sauvetage, les patins à glace et la patinoire fermée, la course avec le renard, le coquillage en porcelaine et à secrets, l'affaire des pistolets à eau des garçons, la fusion des soldats de plomb, la journée d'astiquage et de relégation, l'invité, le bûcher, la nuit des étoiles...
L'entraîneur en course d'orientation, dès le premier jour, lui offre trois cadeaux : une boussole, une demande (la carte précise qu'il a prêtée au grand-père), une certitude (Mon grand-père était un héros, il a affronté la guerre, la captivité, le camp de travail, le camp de rééducation, et tué par la police secrète (p. 129).
La bibliothécaire lui offre le récit de ses parents, le monde d'avant le communisme.
On peut raconter les choses seulement si celui qui écoute a l'impression d'avoir lui-même vécu la même chose, la même histoire (p. 115). La douleur nous aide à nous souvenir. [...] L'oubli est comme une malédiction (p. 92).
Les deux Emma sont assez semblables. Elles partagent certains pouvoirs ou capacités de deviner, d'influer sur les choses et les gens, ou du moins d'anticiper, mais aussi de saisir des réalités fluctuantes, comme de petits nuages de poussière, de petits bruits, des halos de lumière, de quoi imaginer une présence. La grand-mère Emma sait comment fabriquer sans regarder des figures en argile (Os de la Terre, etc)... Une transmission s'opère, malgré tout.

## Personnages
- Emma, le personnage principal
- la famille :
  - la grand-mère, au passé partiellement trouble, internée un certain temps après avoir été récupérée dans un terrier dans la forêt et à peu près mutique et amnésique, puis sans doute responsable de rapports à la police secrète,
  - le grand-père mort à la Saint-Sylvestre, apprenti chirurgien, puis cinq ans de camp de rééducation du canal du Danube, puis balayeur une semaine, puis enseignant pendant trente ans,
  - le père, peintre (pinceau, couteau, fusain, atelier, exposition clandestine, toiles, tableau "La Clairière"), sculpteur (les moulages en gypse des vieilles sculptures de papa), employé aux décors au théâtre municipal, jeune Juif fougueux aux yeux de braise, emprisonné,
  - la mère, ses chaussons de danse, a tout plaqué pour le suivre,
- les enfants / jeunes / (pré)adolescents :
  - Krisztina, la presque rivale, dont la jumelle Rèka est morte dans la fusillade,
  - Olgi, toi grosse truie,
  - Ivan, le premier garçon qui lui tient la main, fils du Président du Front de salut national,
  - Gazsi, le garçon giflé pour ne pas avoir récité le manuel (communiste) d'histoire, et qui vole l'élastique d'Emma,
  - Misi, Hajni, Feri, Andras, Aliz, Emöke et les autres...
  - Peter, le garçon à moto, et au faucon Rè, et sa bande (Cobra, Faucon, Loup, Chacal...),
- les adultes :
  - Szalki, la professeure de gymnastique,
  - Pali, l'entraîneur de course d'orientation,
  - le père Rideau, le professeur d'histoire (à l'ancienne),
  - le père La Gomme, le professeur de dessin,
  - Anka, la bibliothécaire, meilleure amie de la mère,
  - Gyurka Diszkosz, le héros populaire, chef des métallos...

## Accueil
Le lectorat francophone apprécie : « Le désastre roumain éclate à travers le récit fantastique et réaliste d’une jeune fille au sortir du communisme. Un grand roman juste, puissant, envoûtant ».
« Le roman envoûte par le mélange de beauté sensuelle des objets éminemment animés qui se présentent sans cesse à Emma dans la maison recluse, et prennent une dimension de plus en plus fantastique ».
« Tout se fait dans la douleur, la peur, le doute mais aussi l’amour, la complicité et la confiance ».
« Le passé, la mémoire, les distorsions volontaires ou non du premier par la seconde, le choix de se souvenir ou d’oublier, l’impossibilité de se souvenir ou d’oublier : ce sont des thèmes omniprésents, même dans les activités les plus anodines ».
« Emma raconte à la première personne, au présent, l'atmosphère sinistre de deuil, de magie, voire de sorcellerie qui règne dans cette nouvelle maison, si différente de celle de ses parents, et à laquelle elle n'échappe que le temps de l'école. Petit à petit, elle élargit le périmètre de son univers et découvre un monde de suspicion, de rancœur, de vengeance, de malveillance, de manipulations et de terreur où chacun ne cherche qu'à régler de vieux comptes, pas seulement ceux du communisme, mais aussi ceux du fascisme ».
Le père : « l’itinéraire d’une génération artistique sous surveillance et témoigne ainsi de sa confiance obstinée dans les pouvoir de transfiguration de l’artiste. »
La grand-mère : « la culpabilité de survivre, l’incapacité à fixer une version stable de l’histoire de cette amie juive qu’elle aurait caché ou précipiter la fin. Toujours avec cette puissance d’incarnation aux confins de la magie vue aussi comme l’invention d’une formulation acceptable de nos tristes destins ».

## Contexte
Nicolae Ceaușescu (1918-1989) vient d'être exécuté, lors de la révolution roumaine de 1989. Le régime communiste de Roumanie s'effondre, le post-communisme commence. Rien n'est simple, même et surtout, pour des enfants de treize ans, surtout quand elles sont élevées ailleurs. Ici, dans cette ville sans nom, tout est menacé : tannerie, métallurgie, briqueterie, renarderie...